# Wild West

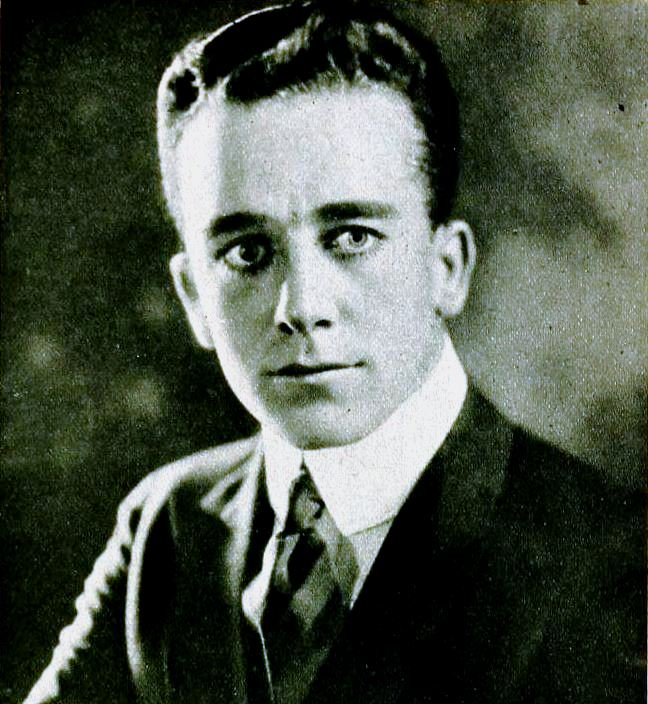
Jack Mulhall, estrela do seriado.

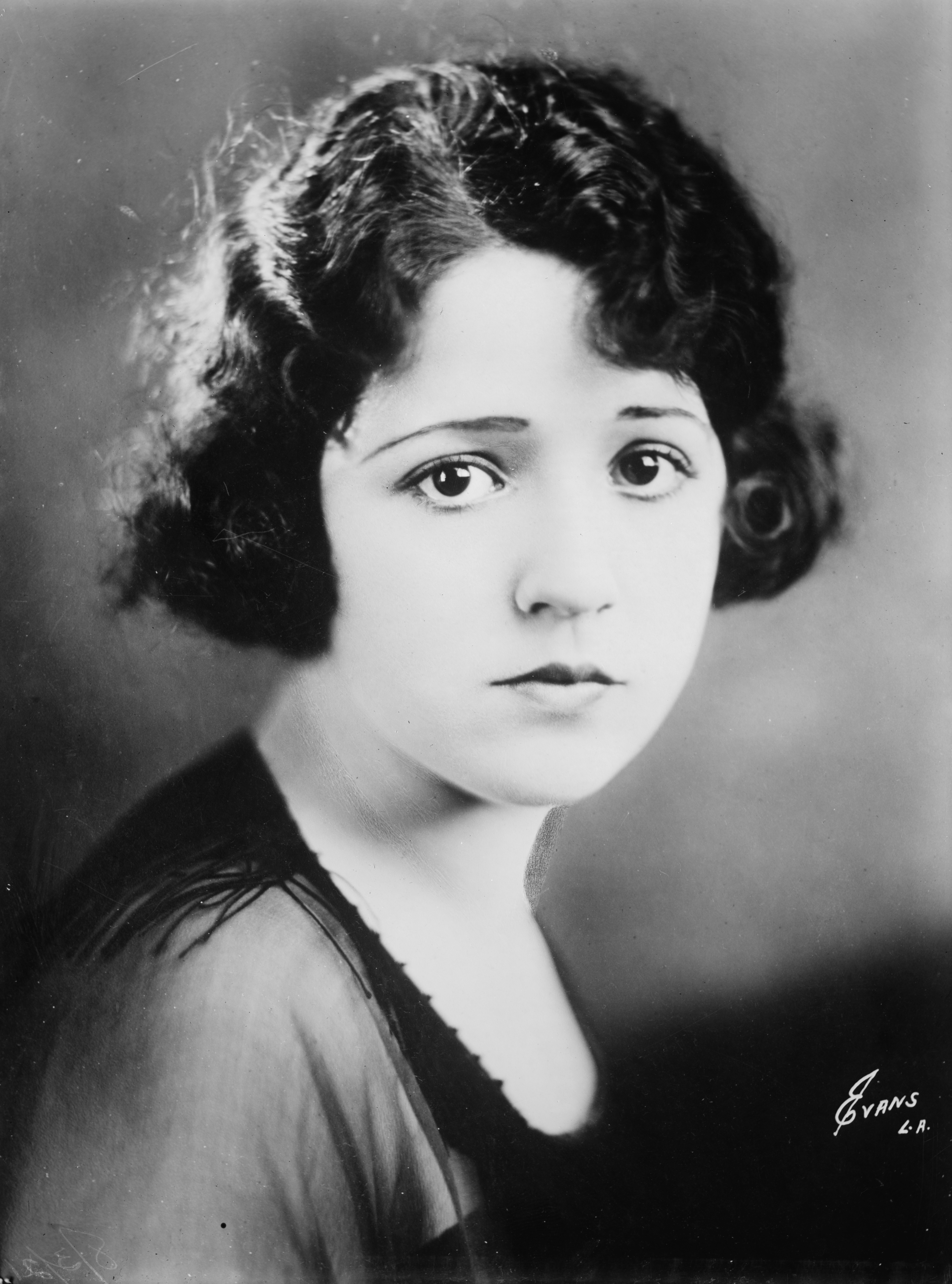
Helen Ferguson, que interpreta Polly Breen em Wild West.

Wild West é um seriado estadunidense de 1925, gênero Western, dirigido por Robert F. Hill, em 10 capítulos, estrelado por Jack Mulhall e Helen Ferguson. Produzido e distribuído pela Pathé Exchange, veiculou nos cinemas estadunidenses entre 27 de setembro e 29 de novembro de 1925.
Este seriado é considerado perdido.

## Elenco
- Jack Mulhall … Jimmy Whitehawk
- Helen Ferguson … Polly Breen
- Edward Burns … Coronel Hardcastle / Tom Osborne (creditado Ed Burns)
- Eddie Phillips … Bob Miller
- Fred Burns … Joe Miller
- Larry Steers … Dr. Alonzo Powers
- George Burton … Dan Norton
- Milla Davenport … Chalky Withers
- Virginia Warwick … Elsie Withers
- Dan Dix … Pat Casey
- Gus Saville
- Buck Lucas … ele mesmo
- Nowata Richardson … Nowatta Slim Richardson
- Inez Gomez

## Capítulos
1. The Land Rush
2. On the Show
3. The Outlaw Elephant
4. Ride 'Em Cowboy
5. The Rustler's Stampede
6. The Diamond Girl
7. The Champion Cowboy
8. Under the Buffalo
9. Stolen Evidence
10. The Law Decides